# Antoni Boduszyński
Antoni Boduszyński – wojewoda lubelski, gubernator cywilny guberni lubelskiej sprawujący swój urząd od 25 marca 1861 do 13 sierpnia 1863. Od roku 1854 właściciel Pliszczyna.